# إيرول سبنس
إيرول سبنس (بالإنجليزية: Errol Spence)‏ مواليد 13 يناير 1990 في نيويورك، الولايات المتحدة، هو ملاكم محترف أمريكي يصنف ضمن فئة وزن الويلتر. شارك في دورة الألعاب الأولمبية الصيفية سنة 2012.

## إحصائيات
خاض خلال مسيرته 28 نزالا، فاز في 28 ولم يخسر. فاز بالضربة القاضية في 22 نزالا.

## روابط خارجية
- إيرول سبنس على موقع بوكس ريك (الإنجليزية) (registration required)
- إيرول سبنس على موقع اللجنة الأولمبية الدولية (الإنجليزية)
- إيرول سبنس على موقع أوليمبيديا (الإنجليزية)